# Kung Fu (série télévisée, 2021)
Cet article concerne le reboot de 2021. Pour la série télévisée originale de 1972, voir Kung Fu (série télévisée, 1972).
Pour les articles homonymes, voir Kung fu (homonymie).
Kung Fu est une série télévisée américaine en 39 épisodes de 42 minutes créée par Christina M. Kim et diffusée entre le 7 avril 2021 et le 8 mars 2023 sur le réseau The CW et en simultané sur CTV 2 au Canada.
Il s'agit d'un reboot de la série télévisée Kung Fu, créé par Ed Spielman, Jerry Thorpe et Herman Miller, diffusée entre 1972 et 1975 sur ABC, mais également de la troisième série de la franchise.
Cette série est inédite dans tous les pays francophones.

## Synopsis
Nicky Shen, une américaine d'origine chinoise, est envoyée en Chine par sa mère pour trouver son futur mari. Néanmoins, Nicky ne souhaite pas suivre le destin que sa mère essaye de lui imposer. Elle prend la fuite et trouve refuge dans un monastère Shaolin dans la province de Yunnan. Alors qu'elle devait seulement y passer la nuit, elle decide finalement d'y rester définitivement pour être formée par Pei-Ling Zhang, sa « Shifu ».
Trois ans plus tard, le monastère est attaqué. La responsable de l'attaque, Zhilan, tue Pei-Ling et s'empare d'une épée magique que le monastère conservait en sécurité. Nicky est alors obligée de retourner à San Francisco pour retrouver sa famille. Malgré son retour, elle est bien décidée à enquêter et retrouver la trace de Zhilan ainsi que les autres artefacts magiques ayant un lien avec l'épée. Parallèlement, elle utilise ses compétences acquises en arts martiaux pour protéger sa famille et sa communauté.

## Distribution

### Acteurs principaux
- Olivia Liang : Nicky Shen
- Tan Kheng Hua (en) : Mei-Li Shen
- Eddie Liu : Henry Yan
- Shannon Dang : Althea Shen
- Jon Prasida : Ryan Shen
- Gavin Stenhouse : Evan Hartley
- Vanessa Kai : Pei-Ling Zhang
- Tony Chung : Dennis Soong
- Tzi Ma : Jin Shen

### Acteurs récurrents
- Yvonne Chapman : Zhilan Zhang
- Bradley Gibson : Joe Harper
- Ludi Lin : Kerwin Tan

## Développement

### Production
En septembre 2017, il est annoncé que Greg Berlanti et Wendy Mericle développent un reboot de la série télévisée Kung Fu centré sur un personnage féminin, pour le réseau Fox. Néanmoins, le projet ne fait plus parler de lui jusqu'en novembre 2019, le projet est récupéré par The CW qui diffuse une grande partie des productions de Berlanti. Le réseau décide de passer la commande d'un épisode pilote.
En mai 2020, le réseau annonce la commande d'une première saison, dont le lancement est fixé pour la saison 2020-2021. Quelques semaines après le lancement, le réseau passe la commande d'une deuxième saison, satisfait des audiences de la série.
Une troisième saison est commandée en mars 2022.
Le 11 mai 2023, la série est annulée.

### Distribution des rôles
En février 2020, Tzi Ma, Tan Kheng Hua, Jon Prasida, Shannon Dang, Eddie Liu et Olivia Liang rejoignent la distribution de la série,,. En mars 2020, Gavin Stenhouse et Gwendoline Yeo signent pour les rôles d'Evan Hartley et Zhilan. Ils sont suivis par Tony Chung en octobre 2020. Le mois suivant, Yvonne Chapman signe pour reprendre le rôle de Zhilan à la place de Yeo. Elle est suivie par Ludi Lin et Bradley Gibso en février 2021,.

### Tournage
Le tournage de la série se déroule à Langley, en Colombie-Britannique au Canada. Il a démarré le 16 octobre 2020.

### Fiche technique
- Titre original : Kung Fu
- Développement : Christina M. Kim, d'après la série télévisé Kung Fu créé par Ed Spielman, Jerry Thorpe et Herman Miller
- Décors : Margot Ready
- Costumes : Angus Strathie
- Musique : Sherri Chung
- Production : Karyn Smith-Forge, Jennifer Lence, Ian Smith, Kathryn Borel, Jr. et Lillian Yu
  - Producteurs délégués : David Madden, Martin Gero, Martin Gero, Sarah Schechter, Christina M. Kim, Greg Berlanti et Robert Berens
- Sociétés de production : 87 North Productions, Quinn's House, Berlanti Productions et Warner Bros. Television
- Sociétés de distribution : The CW (télévision, États-Unis) et Warner Bros. Television (globale)
- Pays d'origine :  États-Unis
- Langue originale : anglais
- Format : Couleur - 16:9 - 1080p (HDTV)
- Genre : Action et d'aventure
- Durée : 42 minutes
- Public :
  -  États-Unis :  (interdit aux moins de 14 ans, contrôle parental obligatoire)

 Sauf indication contraire, les informations mentionnées dans cette section peuvent être confirmées par la base de données cinématographiques IMDb,  présente dans la section « Liens externes ».

## Épisodes

### Première saison (2021)
1. Pilot
2. Silence
3. Patience
4. Hand
5. Sanctuary
6. Rage
7. Guidance
8. Destiny
9. Isolation
10. Choice
11. Attachment
12. Sacrifice
13. Transformation

### Deuxième saison (printemps 2022)
Cette saison de treize épisodes est diffusée depuis le 9 mars 2022.
1. Year of the Tiger: Part 1
2. Year of the Tiger: Part 2
3. The Bell
4. Clementine
5. Reunion
6. Jyu Sa
7. The Alchemist
8. Disclosure
9. The Enclave
10. Destruction
11. Bloodline
12. Alliance
13. The Source

### Troisième saison (2022-2023)
Note : Pour les informations de renouvellement voir la section Production.
Elle est diffusée depuis le 5 octobre 2022. Après le huitième épisode, la série prend une pause de deux mois et reprend le 8 février 2023.
1. Shifu
2. Risk
3. The Compass
4. Harmony
5. Harvest
6. Rescue
7. Villains
8. Betrayal
9. The Architect
10. Alias
11. The Scepter
12. Loss
13. Beginning